# Embraer Phenom 300
Embraer Phenom 300 — лёгкий реактивный самолёт бизнес-класса разработанный и произведенный бразильским производителем аэрокосмической техники Embraer. Сертифицированный для полетов с одним пилотом, он может перевозить до 11 пассажиров. Работа над Phenom 300 началась в ответ на пожелания заказчиков о более крупном бизнес-джете, чем предшественник Embraer Phenom 100, который являлся представителем класса - сверхлёгкий бизнес-джет -  VLJ, Very light jet[англ.]. Хотя изначально команда инженеров планировала, что самолет будет простой удлиненной версией Phenom 100, позже был принято решение строить самолёт с чистого листа. Phenom 300 отличается более мощными двигателями, добавлением спойлеров и винглетов, а также удлиненным салоном для размещения большего количества пассажиров. Несколько особенностей конструкции, от его салона и дизайна интерьера до его шасси и планера, можно проследить до Phenom 100.
Прототип Phenom 300 совершил свой первый полет 29 апреля 2008 года, сертификат типа был получен 3 декабря 2009 года, что позволило ввести его в эксплуатацию в том же месяце. В 2013 году Phenom 300 стал самым поставляемым бизнес-джетом в своём классе. В марте 2019 года Embraer поставила 500-й Phenom 300, заняв более половины доли рынка легких реактивных самолетов с 2012 года. 31 января 2020 года Embraer объявила о внедрении пакета модернизаций для Phenom 300. Сертификация улучшенного Phenom 300E была пройдена в марте 2020 года.

## Разработка и производство

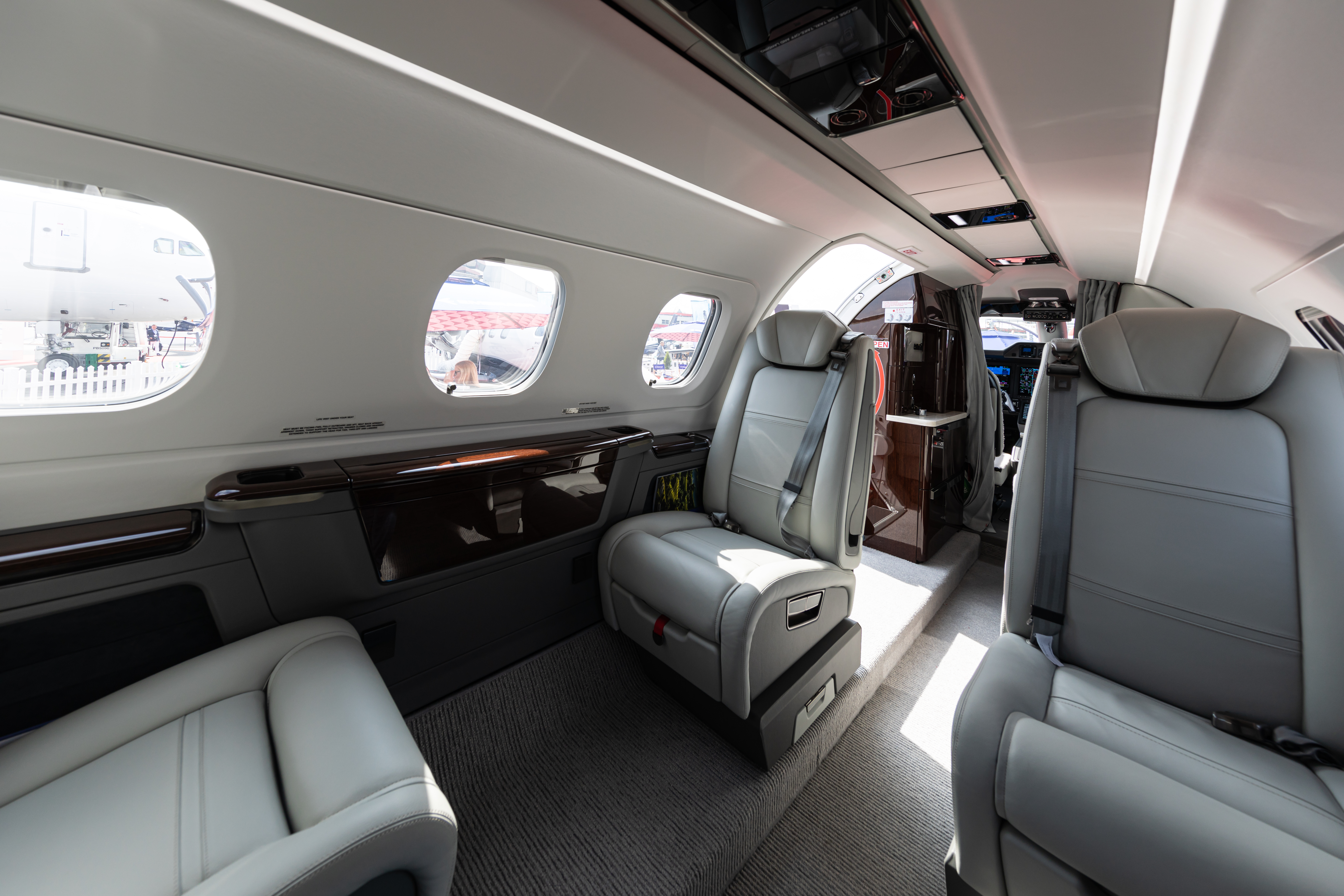
Пассажирский салон самолёта Embraer Phenom 300

В начале 2000-х годов Embraer находился в процессе проектирования легкого бизнес-джета Phenom 100, и при проведении маркетинговых исследований было обнаружено, что многочисленные потенциальные заказчики выражали желание получить увеличенную модель самолета. Соответственно, в 2004 году было решено выпустить производную версию от Phenom 100, которую компания обозначила как Phenom 300. Первоначальная работа по проектированию была сосредоточена на простом масштабировании Phenom 100, однако позже в Embraer пришли к выводу, что необходим подход «с чистого листа», что привело к принятию более мощных двигателей, стреловидных крыльев со спойлерами и съемных алюминиевых винглетов. Различные особенности Phenom 100 были перенесены на разрабатываемый самолёт, такие как его относительно долгий срок службы конструкции планера, полностью композитное Т-образное хвостовое оперение, шасси с продольными складывающимися подкосами, тормоза с электродистанционным управлением, комплект авионики Prodigy, салон и интерьер кабины, разработанные BMW DesignWorksUSA.
29 апреля 2008 года прототип Phenom 300 совершил свой первый полет под управлением Джона Севальо Корсао и шеф-пилота Embraer Эдуардо Алвеса Мени, этот полет состоялся на несколько месяцев раньше первоначального графика. Во время второго полета, выполненного 6 мая, прототип был доставлен из Гавиан-Пейшоту на аэродром Embraer в Сан-Жозе-дус-Кампус для дальнейшей оценки. В общей сложности три самолета Phenom 300 налетали около 1400 часов перед проведением сертификации. 3 декабря 2009 года самолет Phenom 300 получил сертификат типа от Федерального управления гражданской авиации (FAA). 29 декабря 2009 года компания Embraer поставила первый самолет Phenom 300 компании Executive Flight Services на презентации в штаб-квартире компании в Сан-Жозе-дус-Кампус.
31 января 2020 года компания Embraer объявила о внедрении пакета модернизаций для Phenom 300. В результате были увеличены максимальная скорость с 826 до 859 км/ч, дальность полета с 3689 до 3723 км, а номинальная тяга двигателя была увеличена с 1524 кг/с до 1578 кг/с за счет внедрения улучшенных турбовентиляторных двигателей PW535E1. К началу 2023 года стоимость полностью укомплектованного самолета составила 10,995 млн долларов США.
После июля 2016 года вся сборка самолетов Phenom была переведена на заводскую линию в Мельбурне, штат Флорида, на которой имеется возможность собирать 96 самолетов Phenom и 72 самолета Embraer Legacy 450/Embraer Legacy 500 в год. К июню 2016 года на этом заводе было произведено более 170 самолетов Phenom, в основном для внутреннего рынка США. В марте 2019 года Embraer поставила 500-й самолет Phenom 300, заняв более половины доли рынка легких реактивных самолетов с 2012 года. На тот момент он использовался в более чем 30 странах и перевез в общей сложности 2,5 миллиона пассажиров за 600 000 рейсов и 800 000 лётных часов. По состоянию на февраль 2023 года количество поставленных заказчикам самолетов Phenom 300 достигло 700 единиц.

## Конструкция

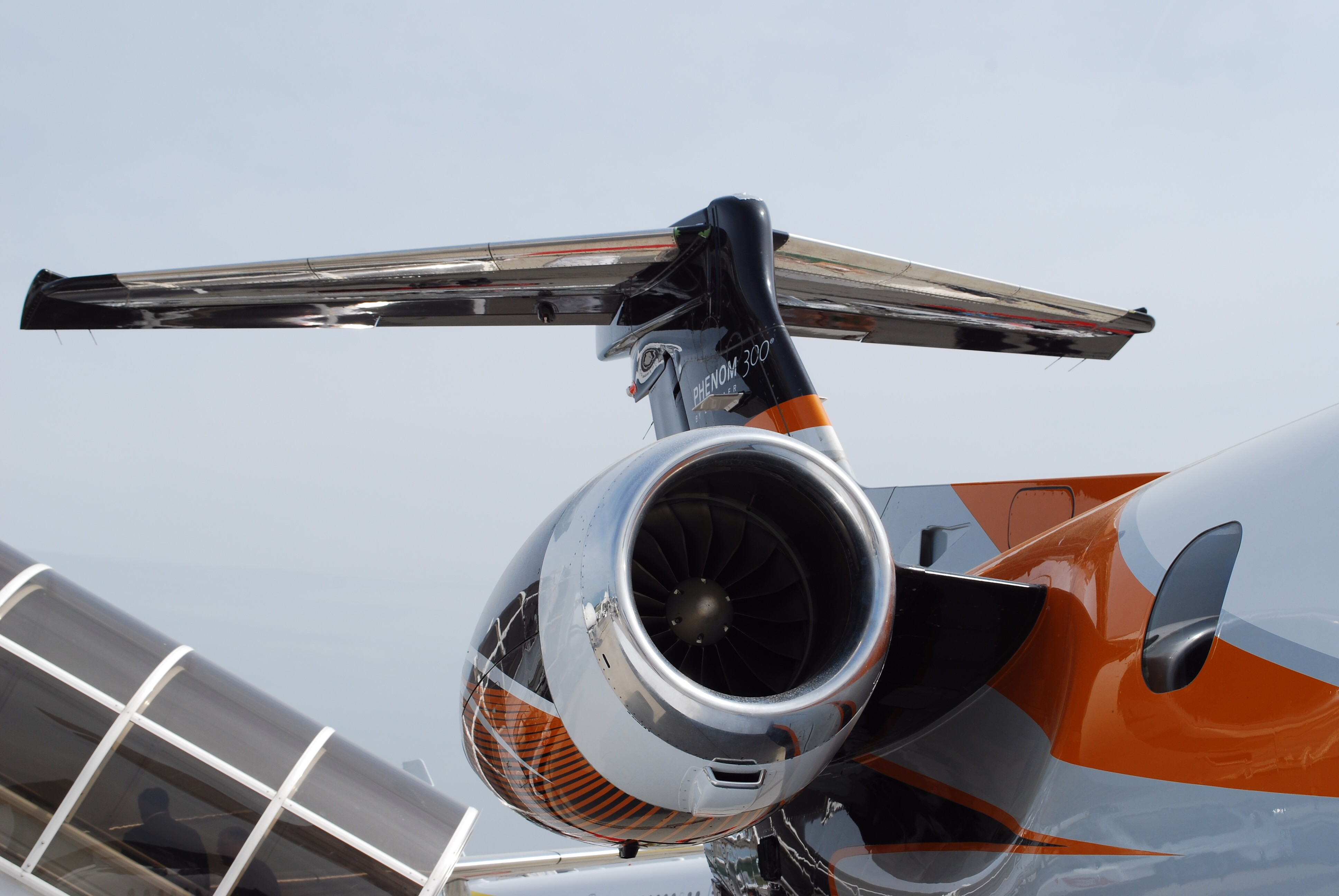
Один из двигателей Pratt & Whitney Canada PW535E1, стоящих на Phenom 300

Phenom 300 — двухмоторный свободнонесущий моноплан с низкорасположенными стреловидными крыльями. Он оснащен парой турбовентиляторных двигателей Pratt & Whitney Canada PW500 (в версии PW535E), которые установлены в задней части фюзеляжа на пилонах. Конструкция, состоящая на 18% из композитных материалов, имеет срок службы 28 000 полетных циклов или 35 000 летных часов, она значительно прочнее, чем у Phenom 100, отчасти из-за большей высоты самолета. Было решено не оснащать Phenom 300 реверсорами тяги, вместо этого полагаясь на использование тормозов с использованием электродистанционной системы управления и встроенной противоскользящей защитой. Phenom 300 также как и Phenom 100 имеет убирающееся трехопорное шасси. Несмотря на увеличенные по сравнению с предшественником размеры самолета, Phenom 300 способен взлетать из различных небольших пригородных аэропортов, таких как аэропорт Базель — Мюлуз — Фрайбург или региональный аэропорт Гая. Самолет Phenom 300, сделанный на базе Phenom 100 с удлиненным на 2,75 м салоном, отличается конструкцией фюзеляжа и крыла. Большой салон позволяет вместить семь - восемь пассажиров. Имеются три основных варианта компоновки салона - с туалетом в хвостовой части, центром отдыха и багажным отсеком. На высоте 13 715 м давление в кабине самолета Phenom 300 соответствует высоте 1830 м. Другие особенности - централизованная заправка топливом и обслуживаемый снаружи туалет.
В салоне могут разместиться до девяти пассажиров вместе с экипажем из двух пилотов. Дополнительный пассажир может на месте второго пилота, в случае управления самолётом одним человеком. Дополнительные элементы салона включают вращающиеся сиденья и двухместный диван, установленный сбоку, вместо седьмого сиденья спереди. Добавление камбуза также происходит за счет сиденья напротив входной двери. Доступ в кабину и салон осуществляется через боковую дверь с левой стороны. Для повышения комфорта в самолёт интегрированы различные системы для шумоподавления и улучшения звукоизоляции. В Phenom 300 также имеется  негерметичный грузовой отсек, достаточно большой для размещения шести пар лыж (или шести сумок для гольфа), шести сумок на колесах и шести сумок для ноутбуков.

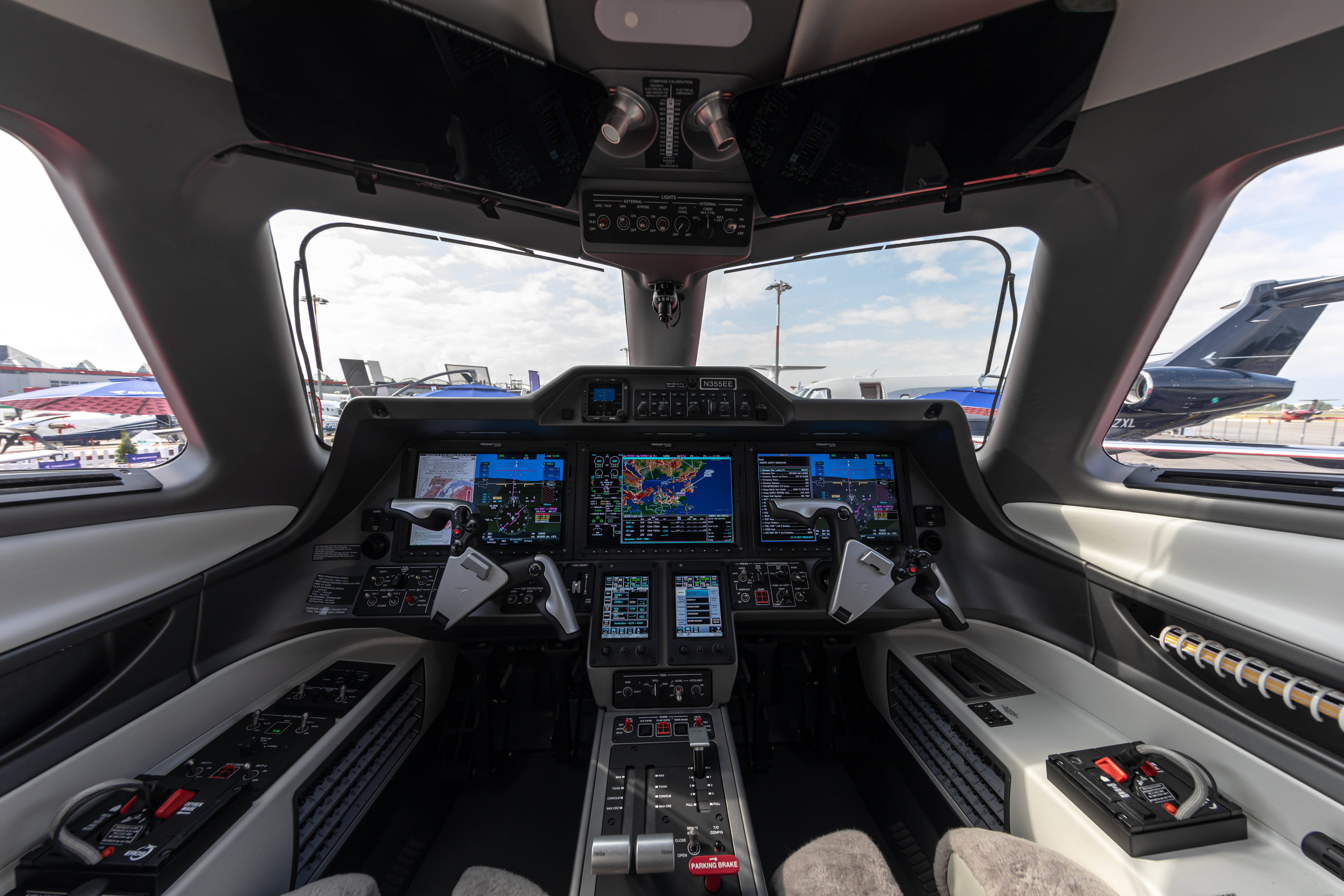
Кабина пилотов Phenom 300

Кабина пилотов Phenom 300 оснащена тремя жидкокристаллическими дисплеями Garmin G1000 с диагональю 305 мм, включающими пару дисплеев контроля параметров полета и один центральный многофункциональный дисплей, а также традиционные штурвалы управления для двух пилотов. Буквенно-цифровая клавиатура используется для взаимодействия с системой управления полетом, коммуникационными и навигационными радиостанциями. Самолет оснащен цифровым трехосевым автопилотом Garmin GFC700, который имеет двухканальную функцию «отказоустойчивости» с управлением по крену, тангажу и рысканию, а также автоматическую балансировку тангажа и систему балансировки самолёта по числу Маха. Чтобы уменьшить сложность и потенциальную путаницу с функциями управления, были исключены меры по борьбе с обледенением смешанного режима в пользу исключительного использования системы переменного отбора воздуха для обогрева обоих крыльев, позволяя при этом допуская существование безопасного уровня нарастания льда на вертикальном стабилизаторе. Сверхкомплектные полетные программные электронные пакеты доступны в качестве дополнительной опции. Более поздние экземпляры оснащены системой Prodigy Touch, которая добавляет в кабину самолета систему управления полетом с использованием сенсорных экранов. Система имеет три 14,1-дюймовых дисплея — два основных дисплея полета (PFD) и многофункциональный дисплей (MFD) — которые почти на два дюйма больше, чем в стандартном комплекте авионики Prodigy. Кроме того, они способны использовать функцию разделения экрана для отображения дополнительной информации, такой как вывод на экран карт, схем, электронных документов, метеорологических условий и информации о плане полета, наряду с основной информацией каждого дисплея. Стандартной системе Prodigy на базе G1000 не хватает мощности процессора для отображения электронных карт, а также размера экрана для отображения этой информации в формате разделенного экрана.
Чтобы соответствовать своей крейсерской скорости, которая заметно выше чем у его предшественника Phenom 100, на Phenom 300 на T-образном хвосте самолета установлены отклоняющиеся триммеры, служащие для уменьшения усилий в системе управления самолётом. Пилоты могут устанавливать различные положения триммера, чтобы наилучшим образом соответствовать взлетным и крейсерским профилям полёта, уменьшая величину взлетной «тяги», необходимой для смещения руля высоты с помощью обычных тросов и шкивов управления, которые также используются для элеронов и руля направления. Электродистанционное управление используется для средств механизации крыла и действий управляемых автопилотом. Для уменьшения тенденции самолета к крену руль направления на подфюзеляжном киле действует как демпфер рыскания. Различные усовершенствования авионики привели к добавлению новых функций в более поздние самолеты, таких как прогнозируемое предупреждение о сдвиге ветра, стабилизированный заход на посадку, режим аварийного снижения (в случае разгерметизации салона) и система предупреждения и оповещения о выкатывании за пределы взлётно-посадочной полосы.

## Варианты
Phenom 300

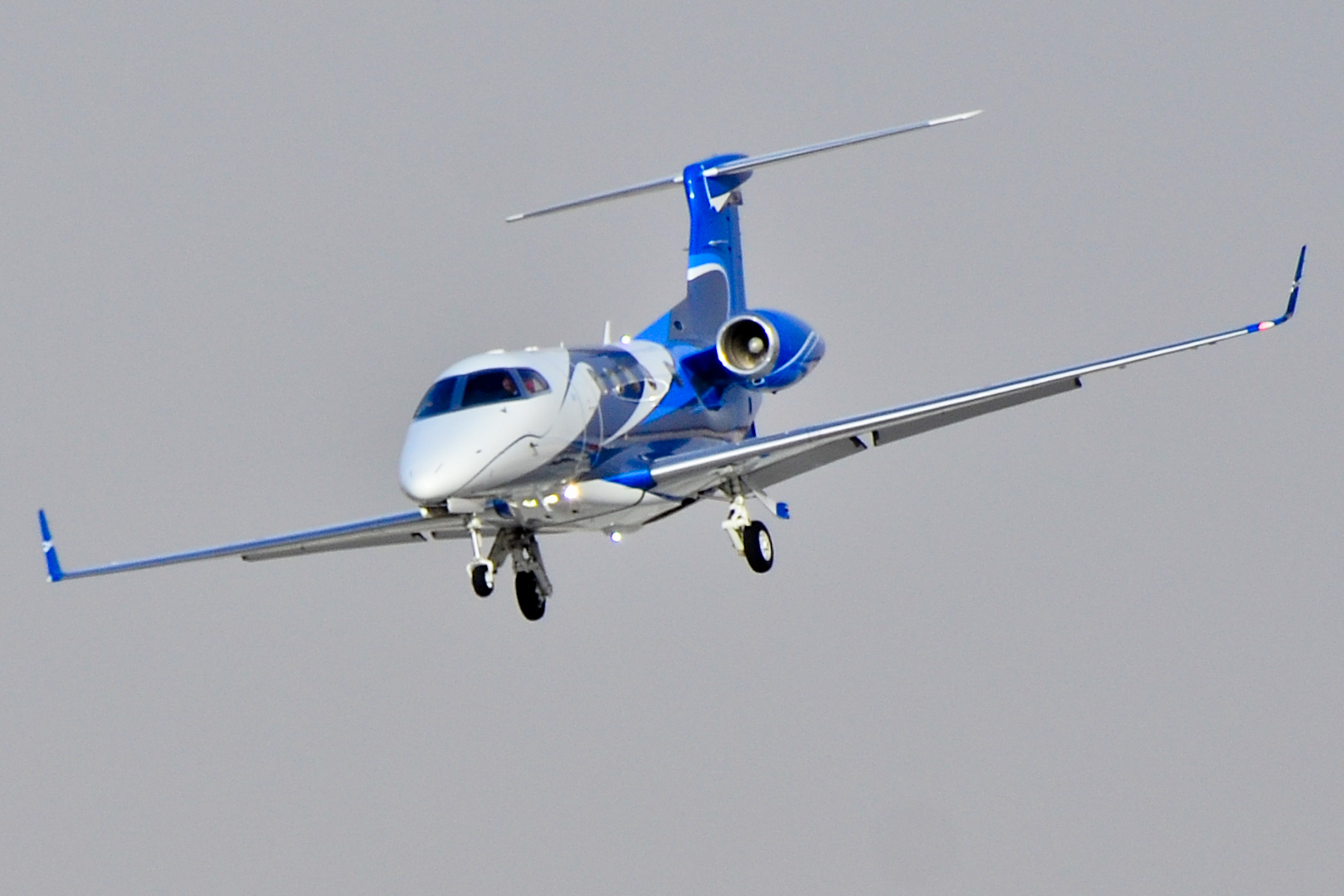
Phenom 300 заходит на посадку в аэропорту Лас-Вегаса

Оригинальная модель EMB-505, выпускается с 2009 года.
Phenom 300E
В 2018 году компания Embraer выпустила модернизированную модель Phenom, отличающуюся обновленным интерьером, новым комплексом авионики (Prodigy Touch на базе Garmin-G3000) и режимом наземного электропитания для двигателей.
2020 Phenom 300E
В 2020 году был анонсирован модернизированный Phenom 300E с модернизированными двигателями PW535E1 и увеличенной до 1578 кг/с тягой. Максимальная скорость увеличилась с 826 до 859 км/ч, а дальность полета увеличилась с  3689 до 3723 км. Модернизация авионики заключается в наличии инструментов прогнозируемого предупреждения о сдвиге ветра, стабилизированного захода на посадку и разработанную Embraer систему предупреждения и оповещения о выкате за пределы взлетно-посадочной полосы.
2020 Phenom 300MED
Конфигурация для версии самолёта санитарной авиации была представлена в августе 2020 года для новых Phenom 300. Программа  модернизации также позволяет модифицировать существующие Phenom 300 с помощью переоборудования пассажирского салона для миссий по медицинской эвакуации.

## Происшествия и инциденты

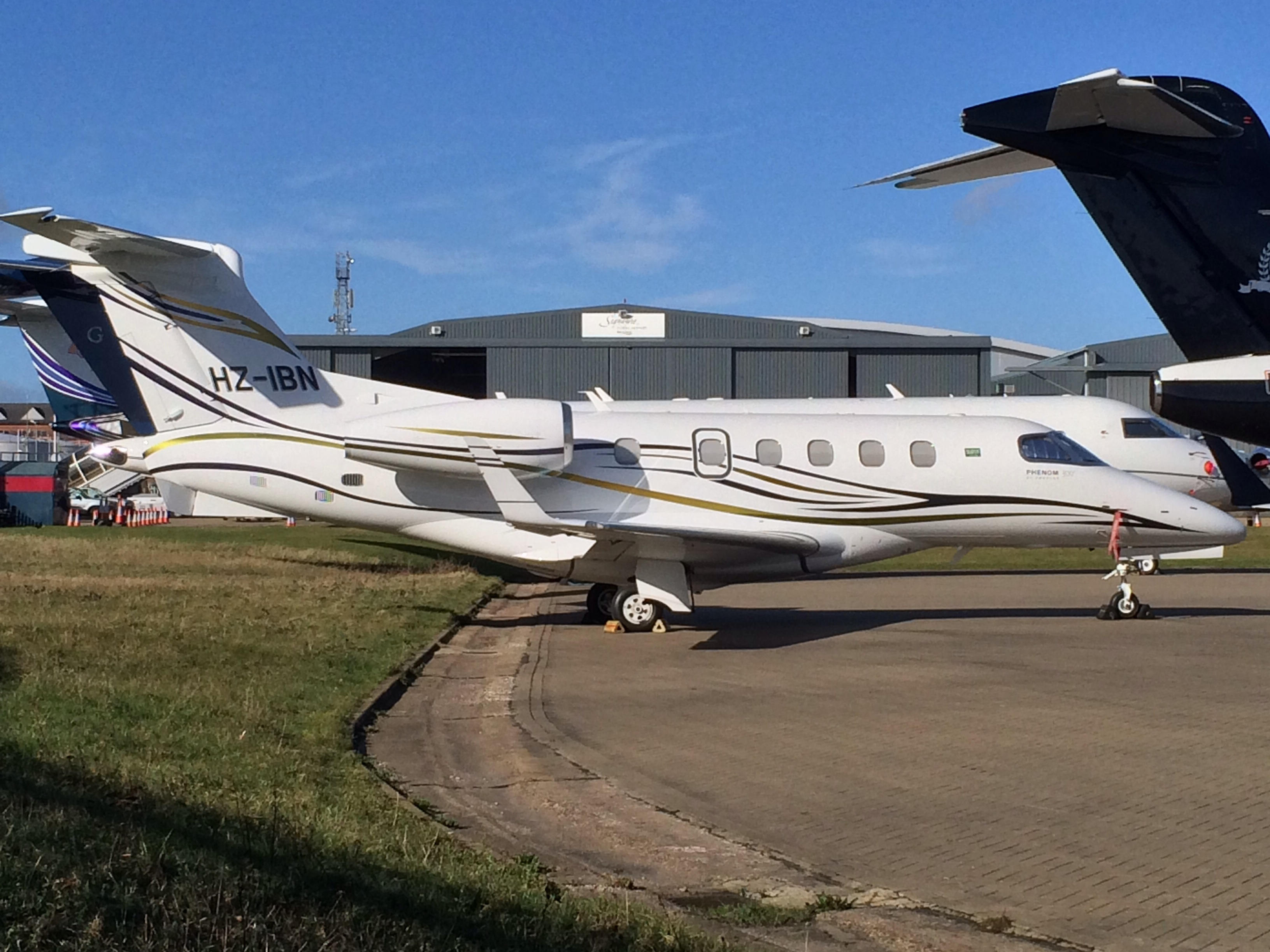
Разбившийся в графстве Гэмпшир 31 июля 2015 года Phenom 300 за год до катастрофы

- Разбившийся в графстве Гэмпшир 31 июля 2015 года Phenom 300 за год до катастрофы31 июля 2015 года бизнес-джет Embraer Phenom 300 врезался в парковку рядом с аэропортом Блэкбуш в графстве Гэмпшир, Великобритания, при попытке приземления. Единственный пилот и все три пассажира на борту погибли. Трое пассажиров были членами семьи Бен Ладен[19]. Последующее расследование не нашло никаких доказательств наличия каких-либо существовавших ранее технических дефектов в самолете и пришло к выводу, что «совокупность нескольких факторов создала очень высокую рабочую нагрузку на пилота [...], заставив его зациклиться на продолжении захода на посадку»[20]. Катастрофа произошла в 15:00 по британскому летнему времени. Незадолго до захода на посадку и во время полета по посадочному кругу пилот получил консультативное сообщение системы предупреждения столкновений самолётов в воздухе (TCAS), предупреждающее его о присутствии сверхлегкого самолета на этом же круге. Шесть раз перед последним заходом на посадку система осведомленности о рельефе местности (Terrain awareness and warning system) выдавала предупреждения о необходимости «подтягивания» ("pull up"). Когда самолёт достиг края взлетно-посадочной полосы, он летел со скоростью 280 км/ч, что на  80 км/ч больше его положенной скорости захода на посадку в  200 км/ч[21]. Судя по следам шин шасси, оставленным на взлетно-посадочной полосе, самолет приземлился на две трети пути по длине взлетно-посадочной полосы, оставив только около 440 м (1440 футов) взлетно-посадочной полосы для остановки. Самолет приземлился на скорости 248 км/ч по сравнению со скоростью в 200 км/ч , рекомендованной производителем. Требуемый тормозной путь на этой скорости составил бы более 600 м. Он ударился о земляной вал в конце ВПП и ненадолго снова поднялся в воздух, прежде чем рухнуть на автостоянке British Car Auctions, непосредственно прилегающей к аэропорту Блэкбуш. Самолёт загорелся в течение одной секунды после остановки.  На место происшествия прибыло несколько пожарных расчётов, чтобы потушить возгорание, которое также осложнялось тем, что горящие обломки подожгли несколько автомобилей вокруг рухнувшего самолёта на автостоянке[20]. Все четыре человека на борту самолета  погибли в результате пожара после крушения. На земле никто не пострадал[22].
- 2 января 2023 года самолет Phenom 300 с бортовым номером N555NR потерпел крушение вскоре после взлета на территории муниципального аэропорта Прово в штате Юта. Пилот погиб, один пассажир получил тяжелые травмы, а двое других пассажиров получили незначительные травмы. Предполагаемой причиной стало непринятие пилотом мер по очистке самолета ото льда перед взлетом в погодных условиях, способствующих обледенению, что привело к обледенению крыла и последующему сваливанию самолета во время взлета[23].

## Технические характеристики
Источник данных: Сайт производителя

Технические характеристики
- Экипаж: 1-2 человека
- Пассажировместимость: 6-7 человек
- Длина: 15,64 м
- Размах крыла: 15,91 м
- Высота: 5,1 м
- Максимальная взлётная масса: 7 950 кг
- Силовая установка: 2 × ТРДД Pratt & Whitney PW 535-E
- Тяга: 2 × 14,2 кН

Лётные характеристики
- Максимальная скорость: 875 км/ч
- Крейсерская скорость: 834 км/ч
- Практическая дальность: 3650 км (6 пассажиров)
- Практический потолок: 13 716 м
- Длина разбега: 956 м